# فريديريك ميندي
فريديريك ميندي (29 نوفمبر 1973 في فرنسا - ) (بالفرنسية: Frédéric Mendy) هو لاعب كرة قدم السنغال وفرنسي في مركز الدفاع. لعب مع نادي باستيا ونادي مارتيغ ونادي مونبلييه.

## وصلات خارجية
- فريديريك ميندي على موقع قاعدة بيانات كرة القدم.إي يو (الإنجليزية)
- فريديريك ميندي على موقع Soccerway.com (الإنجليزية)
- فريديريك ميندي على موقع عالم كرة القدم.نت (الإنجليزية)